# 392 (음반)
《392》는 대한민국의 록 그룹 씨엔블루(CNBLUE)의 두 번째 정규음반이다. 이 음반은 워너 뮤직 재팬으로 그룹이 이전하기 전 일본에서 밴드의 마지막 인디 발매이다. 음반은 2011년 9월 1일 일본에서 발매되었다. 이 앨범은 일본 오리콘 앨범 데일리차트 3위, 인디즈 앨범 위클리 1위에 올랐다.

## 수록곡
1. The Way part2～Ready N Go～ - 정용화 작사
2. The Way part1～one time～ - 정용화 작사 및 작곡
3. Man in front of the Mirror - 정용화 작곡
4. Try Again,Smile Again - 정용화 작사 및 작곡
5. Lie- 이종현 작곡
6. The Way part3～eclipse～- 이종현 작곡
7. Illusion - 이종현 작사 및 작곡
8. Don't say good bye - 정용화 작사 및 작곡
9. I don't know why - 정용화 작사 및 작곡
10. Coward - 이종현 작곡
11. kimio - 이종현 작곡